# Manuel Moya
Manuel Moya Escobar (n. Fuenteheridos, Huelva; 1960) es un escritor, traductor y crítico literario. Ha publicado bajo el pseudónimo Violeta C. Rangel.

## Biografía
Manuel Moya nació en 1960, en Fuenteheridos (Huelva), lugar donde reside.
Estudió filología hispánica en la Universidad de Sevilla.
Poeta, narrador, crítico literario, editor, traductor, ha publicado docena y media de libros de poesía con los que ha obtenido premios de relieve como Ciudad de Córdoba (1997), Ciudad de Las Palmas (2001), Leonor (2001), Fray Luis de León  o más recientemente el Hermanos Machado (2014) y Vicente Núñez (2015).
Su antología Habitación con islas ha sido traducida íntegramente al francés y al portugués.
El libro de su heterónima Violeta c. Rangel "La posesión del humo" (ed. Hiperión, 1997) es propuesto como objeto de estudio en universidades españolas y norteamericanas, habiendo sido traducido al inglés, al portugués o al euskara. Como prosista ha editado varios libros de cuentos La sombra del caimán (Ed. Onuba, Huelva, 2006), finalista del premio Setenil de 2006, Caza Mayor (2014), Premio de la Crítica andaluza y finalista del Setenil, 2015, o Ningún espejo (2014) y las novelas La mano en el fuego (Ed. Calima, Palma, 2006), La tierra negra (Ed. Guadalturia, Sevilla, 2009), Majarón (Ed. Baile del Sol, Tenerife, 2009), Las cenizas de abril (Alianza Ed., Madrid, 2011), relacionada con la reciente historia portuguesa (lengua a la que ha sido traducida), con la que obtuvo el premio Fernando Quiñones de novel o las más recientes Colibrí con hielo (1919), Lluvia oblicua, (2022) y Buitrera (premio Estepona de novela, 2021), (2022).
Su traducción de Libro del desasosiego de Fernando Pessoa, apareció en 2010 (Ed. Baile del Sol y Alianza, Madrid 2016), y viene a sumarse a la edición de la poesía completa de A. Caeiro (Ed. DVD, Barcelona, 2009 y Baile del Sol, Tenerife, 2016), El banquero anarquista (Ed. Berenice, Córdoba, 2011), Vasques&cía (Ed. Berencice, 2013), Libro de versos (Poesía Completa) de A. de Campos (Visor, Madrid 2015), Odas completas de Reis (Visor, Madrid, 2016), Ficciones del interludio (Alianza, Madrid, 2016), Cuentos (Ed. Páginas de espuma, Madrid, 2016), La educación del estoico (Ed. Isla de Siltolá, Sevilla, 2016)... Así como la biografía, Pessoa, el hombre de los sueños (ed. Subsuelo, 2023).
Al margen de Fernando Pessoa ha traducido a autores lusófonos como José Saramago, Mia Couto, Miguel Torga, Fernando Cabrita, Paulo Kellerman, Conceiçao Lima o Lidia Jorge...así como  Baudelaire, Pavese, Dino Campana, Pasolini, Sibilla Aleramo. Ha sido incluido en numerosas muestras colectivas de relato y poesía, tanto en España como en el extranjero.

## Obra

### Narrativa
- REGRESO AL TIGRE (Relatos). Ed. Abelardo Rguez. Huelva, 2000.
- LA MANO EN EL FUEGO (novela). Ed. Calima, Palma de Mallorca, 2006.
- LA SOMBRA DEL CAIMÁN Y OTROS RELATOS Ed. Onuba, Huelva, 2006.
- LA TIERRA NEGRA (Novela), Ed. Guadalturia, Sevilla, 2009, (2.º ed. A.L. Huebra, Sevilla, 2010) (3.º Ed. Alud, 2020).
- MAJARÓN (Novela). Ed. Baile del Sol, Tenerife, 2009.
- CIELO MUNICIPAL (Relatos). Ayto. de Oria, Almería, 2009)
- LAS CENIZAS DE ABRIL/As cinzas de abril (Novela) Alianza ed. Madrid, 2011.(trad, portugués, Porto editora, 2012)
- CAZA MAYOR (microrrelatos), Ed.Baile del Sol, Tenerife, 2014. Premio de Crit. Andaluza, 2014.
- NINGÚN ESPEJO (relatos) Ed. Rodeo, Sevilla, 2014.
- " LA DEUDA GRIEGA, (microrrelatos), 2016
- " ZORROS PLATEADOS (relatos) Ed. Edhasa, Madrid, 2017.
- " UN BUITRE EN EL JARDÍN", (novela) 2017.
- " MOJAMA". (novela) Ed. Niebla, Huelva, 2018.
- " COLIBRÍ CON HIELO" (novela). Ed. Maclein y Parker, Sevilla, 2019.
- " DIENTES DE PERRO" (microrrelatos). Ed. Baile del Sol, Tenerife, 2020)
- " LLUVIA OBLICUA /Chuva oblíqua (novela) Ed. Baile del Sol, Tenerife, 2022.(trad portugués por DF. Evora, Grupo Narrativa, 2023)
- " BUITRERA (novela), ed. Pre-textos, Valencia, 2022.
- " LAS MAÑAS DEL COLIBRÍ (aforismos). Cuadernos del Vigía, Granada, 2022.
- " PESSOA, EL HOMBRE DE LOS SUEÑOS (ensayo biográfico) (Ed. del Subsuelo, Barcelona, 2023).
- " Ni un día más, cuento ilustrado, Ed. Pedro Tabernero, Sevilla 2023
- " CACAHUETES & HIBERNAÇAO. Manuel Moya & Fernando Evora. (Ed. Narrativa, Aljustrel, Portugal)

### Poesía
- LA NOCHE EXTRANJERA Ayto de Torredonjimeno, Torredonjimeno, 1994. 2.ª ed. en Dip. Almería, bajo el título de MEMORIA DEL DESIERTO col Alfaix, Almería 1998.
- LAS HORAS EXPROPIADAS. Col. Melibea, Talavera de la Reina, 1995.
- LAS ISLAS SUMERGIDAS. Ed. Qüásyeditorial, Sevilla, 1997, 2.ª edición: Ed. Sornabique, Béjar, 1997.
- LA POSESIÓN DEL HUMO. (Bajo el seudónimo de Violeta c. Rangel) Ed. Hiperión, Madrid, 1998, 2ªed. Baile del Sol, 2013, Tenerife.
- SALARIO. Ed Ánfora Nova. Rute, Córdoba, 1998.
- HABITACIÓN CON ISLAS. (Ant. poética, 1984, 1998). La voz de Huelva, Huelva, 1999.
- PESE AL COMBATE. Ayto. Las Palmas. Las Palmas de G. C, Las Palmas, 2001.
- LECCIÓN DE SOMBRAS. Ed. Renacimiento. Sevilla, 2001.
- SITIOS DEL AGUA (En colaboración con José Mª Franco). Pub.Leader, Sierra de Aracena y Picos de Aroche, Sevilla, 2001.
- TALLER DE MÁSCARAS.  Excma. Dip. Prov. Soria. Col. Poesía, Soria 2002.
- REINAS DE TAIRFA.  Ed. Caja rural del Sur, Huelva, 2004) * antología de poesía femenina gaditana.
- INTERIOR CON ISLAS. Ed. Pre-textos, Valencia, 2006.
- AÑOS DE SERVICIO ant. Ed. Huebra, Zafra, 2006.
- COSECHA ROJA (Poemas de Violeta c. Rangel). Ed. Baile del sol, Tenerife, 2007.
- HABITATION AVEC LES ILES (Ant). Ed. L'Harmattan, París, 2007. Trad. Luis François le Blanc.
- QUARTO COM ISLAS (Ant.). Ed. Palabra Ibérica, Torres Vedras, 2008. Trad. Rui Costa.
- EL SUEÑO DE DAKHLA (Poemas de Umar Abass). Ed. Algaida. Sevilla, 2008.
- IMPEDIMENTA (Ed. Renacimiento, Sevilla, 2011)
- ISLAS DE SUTURA (Cabildo de Gran Canaria, Las Palmas 2011)
- APUNTES DEL NATURAL (Col. Vandalia, Sevilla, 2013)
- SALIDA DE EMERGENCIA (Ed. Isla de Siltolá, 2014)
- " A SALVO" (Col, Provincia, León, 2016)
- " CORAZÓN DE LA SERPIENTE", (Ed. Pre-textos, Valencia, 2016).
- " PLAZA D'ARRIBA (ED. Piratas, 2018)
- " SAÍDA DE EMERGENCIA" (Ed. Poesia ao sul, trad. Fdo. Cabrita, Olhao, 2021).
- " LIBRO DE VISITAS (ED. Eolas, León, 2024).

### Traducciones
```
Fernando Pessoa:
```

- LIBRO DEL DESASOSIEGO (Baile del Sol, 2006 y Alianza Ed., 2016)
- EL BANQUERO ANARQUISTA" (Ed.D. Berenice, Córdoba, 2012)
- VASQUES & CIA (Ed. Berenice, Córdoba, 2014)
- FICCIONES DEL INTERLUDIO (Alianza Ed., 2016)
- LIBRO DE VERSOS (POESÍA COMPLETA) DE ALVARO DE CAMPOS (Visor, 2015)
- ODAS DE RICARDO REIS (Visor, 2016)
- POESÍA DE ALBERTO CAEIRO (DVD, 2006, Baile del Sol, 2016)
- LA EDUCACIÓN DEL ESTOICO, ed. Isla de siltolá, 2016
- CUENTOS (Ed. Páginas de espuma, 2016) Se trata de la edición más completa de cuentos pesoanos publicados en cualquier lengua hasta la fecha. Recoge todos cuentos los publicados hasta 2016)
- MENSAGEM (Ed. Visor, 2017)
- CONFESIONES. (Ed. Alud, 2018)
- CUENTOS DE LOCOS (Ed. El Paseo, 2018)
- LA OLIGARQUÍA DE LAS BESTIAS (cuentos Políticos). (Ed. El Paseo, 2020)

Cardoso Pires
- Excelentísimo Dinosaurio (El Paseo, 2017)

Dino Campana y Sibilla Aleramo
- UN VIAJE LLAMADO AMOR (Ed. Paseo)

### Antologías
Su nombre aparece en más de una treintena de antologías poéticas y en una decena de narrativas, editadas tanto en España como en el extranjero. Sus dos últimas apariciones han sido:
- Mar de pirañas. Nuevas voces del microrrelato español (Ed. Fernando Valls, Menoscuarto, 2012)
- Antología del microrrelato español, de Irene Sánchez (Ed. Cátedra; col. clásicos Cátedra, 2011)

## Premios
- Premio Gabriel Celaya, 1993
- Premio Ciudad de Córdoba, 1997
- Premio Ciudad de las Palmas, 2000
- Premio Leonor de Poesía, 2001
- Premio Faroni de Microcuento, 2006
- Premio Salvador Rueda, 2008
- Premio Fray Luis de León, 2010
- Premio de Poesía Tomás Morales, 2010[1]
- Premio Fernando Quiñones de novela, 2010.
- Premio Iberoamericano de poesía Hermanos Machado III Ed., 2013[2]
- Premio Provincia, León, 2014.
- Premio Antonio Machado de relato (Renfe), 2014
- Premio Andalucía de la Crítica, 2015
- Premio Vicente Núñez, 2015
- Premio Tiflos de relato, 2017
- Premio Rrosé Selavy, 2017
- Premio Ángel Ganivet, 2019.
- Premio de Novela Ciudad de Estepona, 2021.
- Premio Aforismos, José Bergamín, 2021
- Premio Monteleón de poesía, 2024.[3]